# Telesystem 9000
Telesystem 9000 är ett taktiskt telekommunikationssystem som används av det svenska försvaret och är en del av försvarets telenät. Telesystem 9000 kan automatiskt förmedla telefoni och data. Systemet är mobilt för att kunna användas i områden där till exempel den civila infrastrukturen är dåligt utbyggd eller utslagen, vid en invasion eller på internationellt uppdrag.
I Telesystem 9000 utnyttjas deltamodulering för att erhålla god motståndskraft mot telekrigföring samt för att undvika frekvenskonflikter i ett flexibelt radiolänknät inom ett begränsat stridsområde. Inom stridsområdet finns det en mängd anslutningspunkter (AP) och sambandsenheter (SbE) som ger förband på alla nivåer möjlighet att ansluta till telesystemet. Förband som är under förflyttning eller i strid ansluter med radio, Radio 180, till telesystemet. Övriga förband ansluter med tråd för att komma in i systemet. Telesystem 9000 har möjlighet att ansluta till publika eller militära telefonnät för att kunna samverka med civila myndigheter eller andra förband.